# 香港立法會財務委員會
香港特别行政区立法会财务委员会，简称财委会，名列香港立法会辖下的3个常设委员会，负责审查政府提交的公共开支建议和财政司司长每年提交立法会的开支预算草案及拨款法案。由除立法会主席以外的全体立法会议员组成。下设人事编制小组委员会及工务小组委员会两个小组委员会。是立法会常设委员会中最重要的委员会。

## 职能
委员会的会议法定人数为主席加上8名委员。财务委员会多在每星期五下午举行日常会议。其主要职责有两项，一是审核当局提交并由立法会主席交付予委员会的开支预算案，二是核准修改核准由财政司司长提出的开支预算的建议。

## 选举
委员会的委员包括除立法会主席外的全体议员，财务委员会可委任小组委员会。其正副主席由财务委员会委员在公开进行的会议上互选产生，任期直至下一会期的委员会正副主席选出为止。

## 小组委员会
财务委员会现下设有人事编制小组委员会和工务小组委员会两个小组委员会。小组委员会由财务委员会委任，以协助财务委员会履行由其决定的职能。
人事编制小组委员会
负责审核政府当局有关开设、重新调配和删除常额及编外的首长级职位，以及更改公务员各职系和职级架构的建议，并就该等事宜向财务委员会提出建议。
工务小组委员会
负责审核政府在基本工程储备基金下，用于工务计划工程及由受资助机构进行或代受资助机构进行的建造工程的开支建议，并就该等开支建议向财务委员会提出建议。

## 機構成員
|                             | 主席   | 副主席 | 秘书     | 法律顾问 |
| --------------------------- | ------ | ------ | -------- | -------- |
| 2025年度                    | 陈振英 | 周浩鼎 | 韩敏仪   | 曹志远   |
| 2024年度                    | 陈振英 | 周浩鼎 | 韩敏仪   | 曹志远   |
| 2023年度                    | 陈振英 | 易志明 | 薛凤鸣   | 曹志远   |
| 2022年度                    | 陈健波 | 陈振英 | 薛凤鸣   | 曹志远   |
| 第六届立法会 (2016至2021年) |        |        |          |          |
| 2020－2021年度              | 陈健波 | 陈振英 | 薛凤鸣   | 冯秀娟   |
| 2019－2020年度              | 陈健波 | 陈振英 | 薛凤鸣   | 冯秀娟   |
| 2018－2019年度              | 陈健波 | 陈振英 | 薛凤鸣   | 冯秀娟   |
| 2017－2018年度              | 陈健波 | 田北辰 | 薛凤鸣   | 冯秀娟   |
| 2016－2017年度              | 陈健波 | 田北辰 | 薛凤鸣   | 冯秀娟   |
| 第五屆立法会 (2012至2016年) |        |        |          |          |
| 2015 - 2016 年度            | 陈健波 | 陈鉴林 | 薛凤鸣   | 冯秀娟   |
| 2014 - 2015 年度            | 张宇人 | 陈健波 | 薛凤鸣   | 冯秀娟   |
| 2013 - 2014 年度            | 吴亮星 | 刘慧卿 | 刘国昌   | 冯秀娟   |
| 2012 - 2013 年度            | 张宇人 | 刘慧卿 | 刘国昌   | 冯秀娟   |
| 第四屆立法會 (2008至2012年) |        |        |          |          |
| 2011 - 2012 年度            | 刘慧卿 | 刘秀成 | 刘国昌   | 马耀添   |
| 2010 - 2011 年度            | 刘慧卿 | 刘秀成 | 李蔡若莲 | 马耀添   |
| 2009 - 2010 年度            | 刘慧卿 | 刘秀成 | 李蔡若莲 | 马耀添   |
| 2008 - 2009 年度            | 刘慧卿 | 刘秀成 | 李蔡若莲 | 马耀添   |
| 第三届立法会 (2004至2008年) |        |        |          |          |
| 2007 - 2008 年度            | 谭耀宗 | 刘慧卿 | 李蔡若莲 | 马耀添   |
| 2006 - 2007 年度            | 刘慧卿 | 陈鉴林 | 吴文华   | 马耀添   |
| 2005 - 2006 年度            | 刘慧卿 | 陈鉴林 | 吴文华   | 马耀添   |
| 2004 - 2005 年度            | 刘慧卿 | 陈鉴林 | 吴文华   | 马耀添   |
| 第二届立法会 (2000至2004年) |        |        |          |          |
| 2003 - 2004 年度            | 黃宜弘 | 吴亮星 | 吴文华   | 马耀添   |
| 2002 - 2003 年度            | 黃宜弘 | 吴亮星 | 吴文华   | 马耀添   |
| 2001 - 2002 年度            | 黃宜弘 | 吴亮星 | 吴文华   | 马耀添   |
| 2000-2001 年度              | 黃宜弘 | 吴亮星 | 吴文华   | 马耀添   |
| 首届立法会 (1998至2000年)   |        |        |          |          |
| 1999 - 2000 年度            | 夏佳理 | 陈鉴林 | ?        | ?        |
| 1998 - 1999 年度            | 夏佳理 | 陈鉴林 | ?        | ?        |